# Bałwan śniegowy

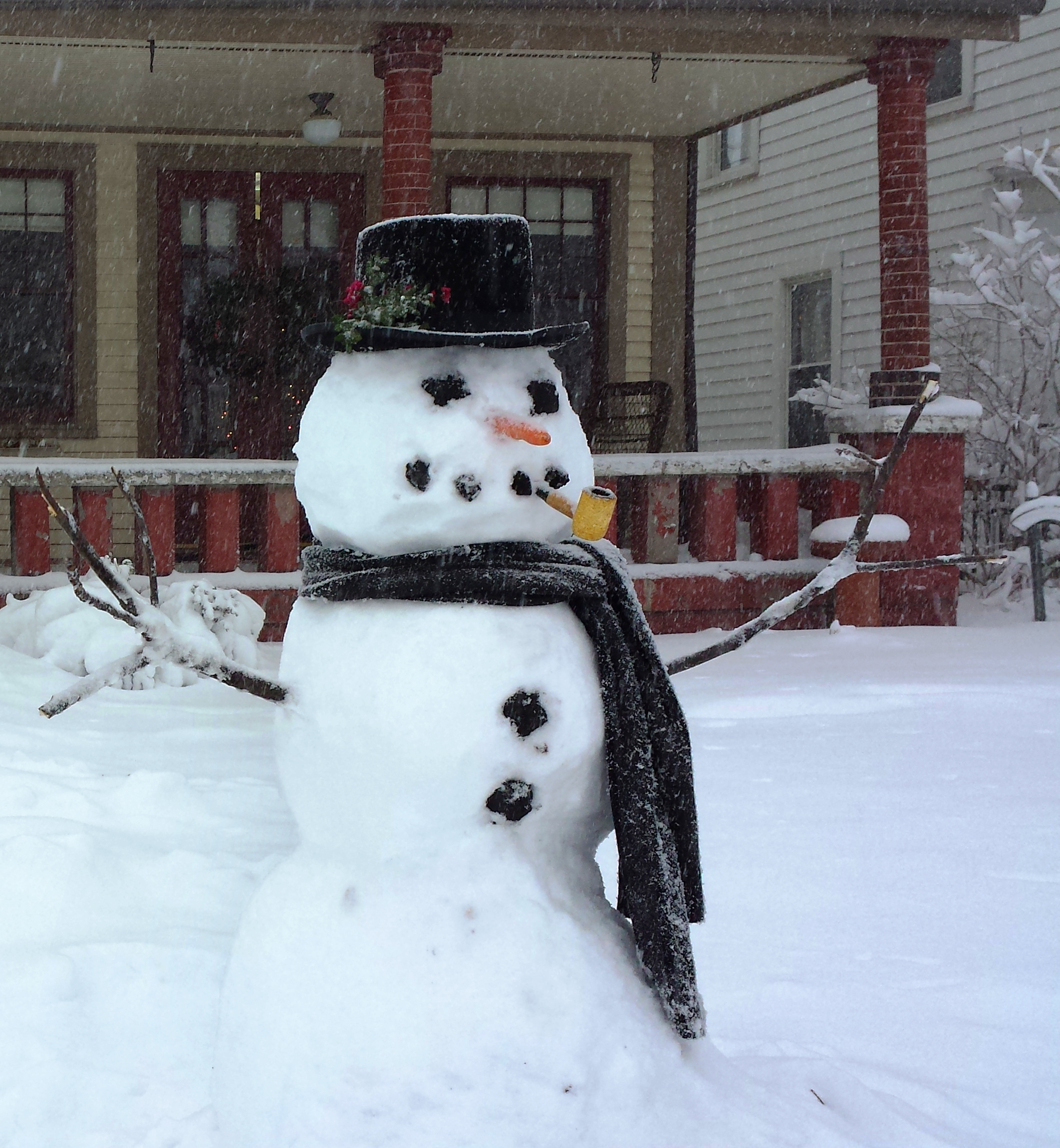
Bałwan śniegowy

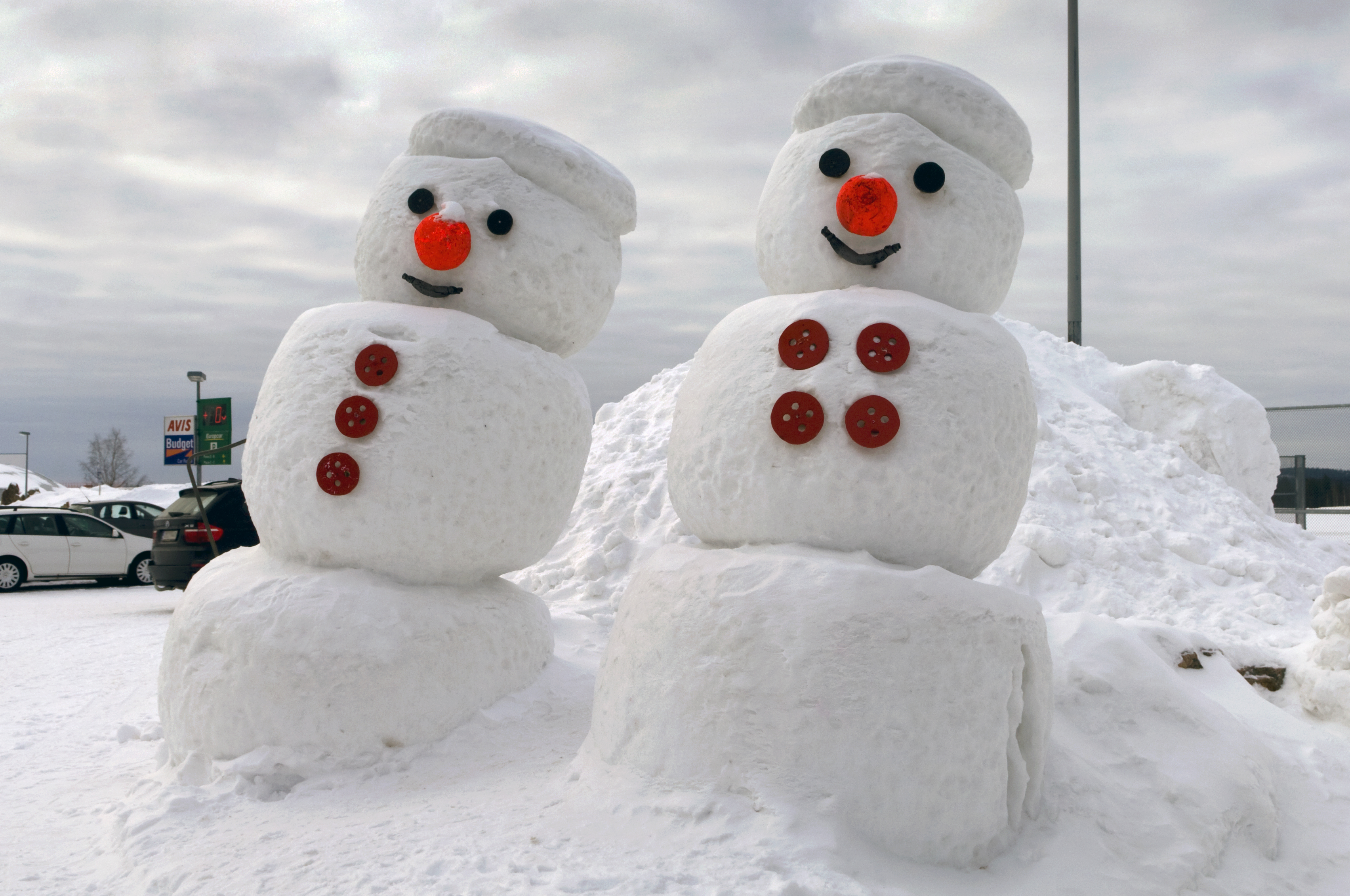
Dwa bałwany

Bałwan – przypominająca w ogólnym zarysie człowieka figura wykonana ze śniegu, symbolizująca zimę. Lepienie bałwana jest popularną zabawą.
Tradycyjny bałwan składa się z trzech kul śniegowych ustawionych na sobie, tworzących głowę, tułów i nogi. Oczy, usta i guziki wykonuje się z węgielków, nos z marchewki, ręce z patyków, natomiast nakrycie głowy stanowi garnek bądź wiadro. Czasami bałwan trzyma też miotłę.

## Znane bałwany
- Bałwanek Bouli – bohater francuskiego serialu animowanego.
- Bałwan (Schneemann) – maskotka Zimowych Igrzysk Olimpijskich w Innsbrucku w 1976 roku.
- Arktos – czarny charakter niemieckiego serialu animowanego Tabaluga.
- Bałwanek Olaf – bohater filmu Walta Disneya Kraina Lodu (stworzony przez królową Elsę).
- Jack Frost, bohater filmu Jack Frost.

## Unikod
Symbol bałwana został zakodowany także w standardzie Unikodu na pozycjach U+2603 ☃ SNOWMAN, U+26C4 ⛄ SNOWMAN WITHOUT SNOW, U+26C7 ⛇ BLACK SNOWMAN.